# Pashmina
Pashmina og cashmere er det samme fremstillet af den fine underuld fra cashmeregeden (Capra Hircus Laniger). Hvor cashmere er en gammel stavemåde af Kashmirregionen i det nordlige Indien, kommer pashmina fra ordet ‘pashm’ som betyder ‘blødt guld’ på kashmirisk.
Pashminasjaler blev håndlavet i Kashmirregionen af spundne og vævede cashmerefibre, som blev indsamlet, når gederne fældede. I dag er Indien ikke en stor producent af cashmere, men der fremstilles stadig pashminasjaler. Den største producent er Nepal. Cashmeregedens underuld er meget fin (12,5 - 19 micrometer) og langfibret  35 - 50 mm. Den fine uld gør, at gederne kan modstå den ekstreme vinterkulde på højsletterne i Centralasien og at de ikke overopheder om sommeren. En ged producerer mellem 100 og 160 g cashmere råmateriale pr. år.
Betegnelsen pashmina anvendes i dag noget skødesløst, og det kan være svært at adskille myte fra fakta. I takt med at salget af tekstiler solgt som pashmina er taget til, er det blevet stadig mere uklart, hvad betegnelsen dækker over. Mange sjaler og tørklæder, der sælges som pashmina, er uldblandinger eller blandinger af cashmere og silke.
Ifølge Wool Act regulativet er det ikke slet tilladt at kalde uldprodukter ‘100% pashmina’ eller ‘pure pashmina’, da de ikke er af anerkendte uldfiber. De skal deklareres med det faktiske indhold: fx ‘100% cashmere’ eller ‘70% cashmere, 30% silke’. Man må markedsføre produkter som pashmina, hvis de er deklareret med det faktiske indhold.

## Fremstilling af pashminasjaler
Pashminasjaler væves traditionelt på specielle håndvæve dygtige og erfarne kunsthåndværkere. De håndvævede sjaler er mere værd end sjaler vævet på maskine. Et pashminasjal eller -tørklæde er typisk vævet i lærredsbinding eller twillvævning som diamantvævning og sildebensvævning. Sjalerne afsluttes ofte med korte naturlige frynser eller lange snoede frynser.